# Zygaenoidea
Zygaenoidea là một liên họ bướm đêm thuộc bộ Lepidoptera.

## Các họ
Các họ gồm:
- Aididae
- Anomoeotidae
- Cyclotornidae
- Dalceridae
- Epipyropidae
- Heterogynidae
- Himantopteridae
- Lacturidae
- Limacodidae
- Megalopygidae
- Phaudidae
- Somabrachyidae
- Zygaenidae